# Guy Raïssac
Marie Joseph Charles Guy Raïssac, né le 18 mars 1912 à Poitiers et mort le 26 décembre 1982 dans le 5e arrondissement de Paris, est un magistrat français, conseiller puis président de chambre près la cour d’appel de Paris.
Il est l'auteur de plusieurs ouvrages, dont une biographie remarquée de Maxime Weygand (1867-1965), couronnée par l'Académie française (1964).

## Biographie
Source
Guy Raïssac, né à Poitiers en 1912, est le neveu de Jacques Parrot-Lagarenne (1893-1914, mort pour la France), saint-cyrien de la Promotion « De la Croix du Drapeau » 1913-1914, qui reçoit le baptême le 30 juillet 1914. C'est en cette occasion qu'a été prêté le serment de 1914, initié par Jean Allard-Méeus (1891-1914), au cours duquel les tout jeunes saint-cyriens auraient fait le serment de monter en ligne en gants blancs et avec leurs casoars.
Guy Raïssac est docteur en droit et diplômé d'études supérieures de droit public près la faculté de droit de Paris. Il a pour maître le professeur Pierre Caous (1877-1958). Sorti majeur de l'examen professionnel de la magistrature, Guy Raïssac est successivement secrétaire général du parquet de la Cour de cassation, membre suppléant de la commission d'instruction de la Haute Cour de justice, puis vice-président du tribunal de la Seine en 1949.
Conseiller à la cour d'appel de Paris, il devient président de chambre à ladite cour d'appel en 1960.
Il est également secrétaire général de la Haute Cour, abattant notamment à ce titre en 1959 un « travail considérable » dans l'instruction du procès en révision d'Abel Bonnard.
Il crée ensuite et dirige le service chargé du classement et de l'exploitation des archives du gouvernement de Vichy. 
Il consacre plusieurs ouvrages sur les acteurs controversés de la Seconde Guerre mondiale.
Henri Amouroux lui a dédié le cinquième tome (les passions et les haines) de La Grande Histoire des Français sous l'occupation. 

## Publications
- De la marine à la justice, 1972.
- Un combat sans merci : l'affaire Pétain – De Gaulle, 1966.
- Un soldat dans la tourmente général Maxime Weygand, 1963. L'ouvrage est couronné par l’Académie française en 1964 : prix Broquette-Gonin (littérature)[4].
- Les Controverses relatives à la juridiction administrative, de 1789 à la Deuxième République, 1937 (en collaboration avec Paul Grunebaum-Ballin).

## Pour approfondir